# Incarnation (christianisme)

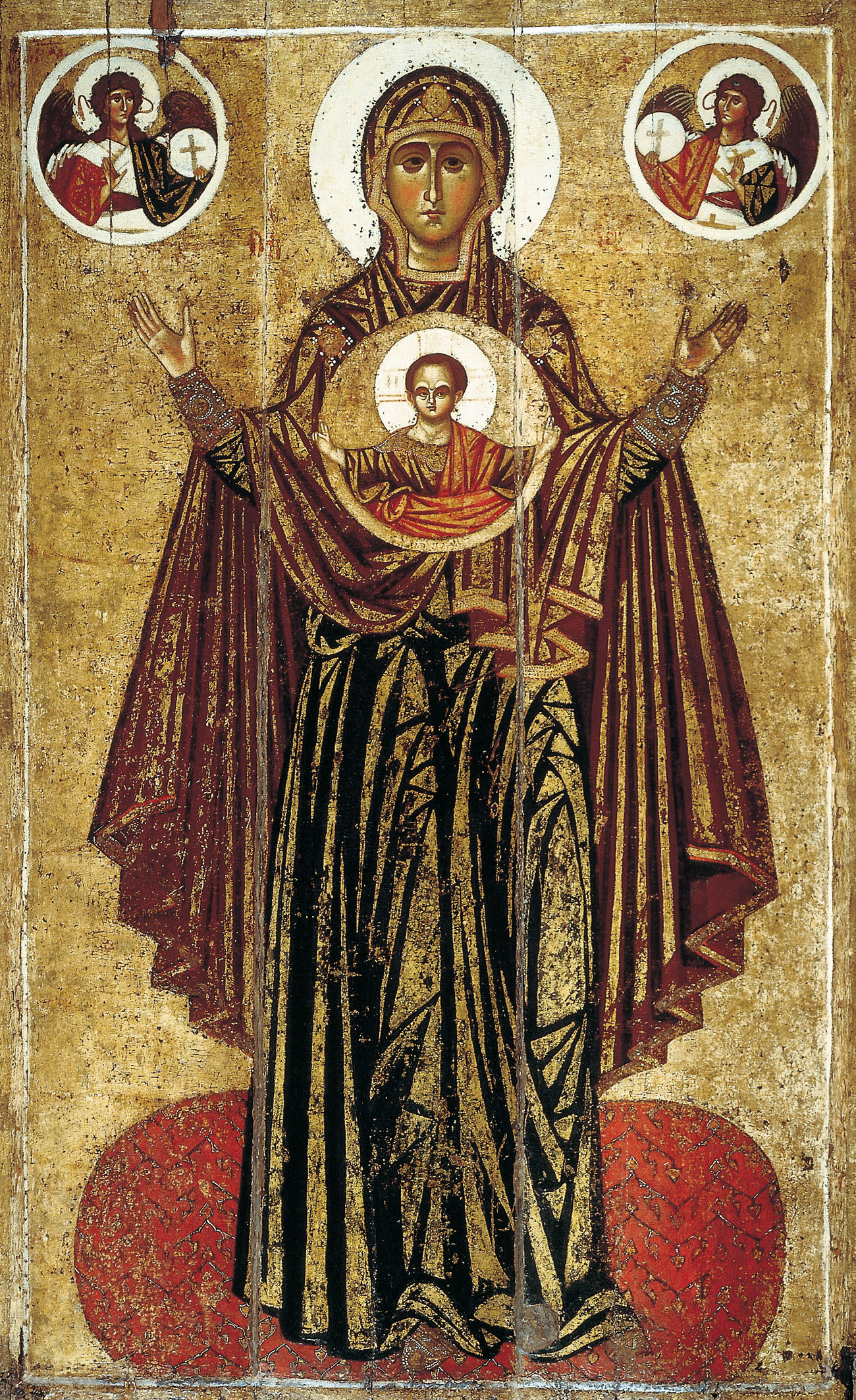
Icône de Notre-Dame du Signe, XIIIe siècle.

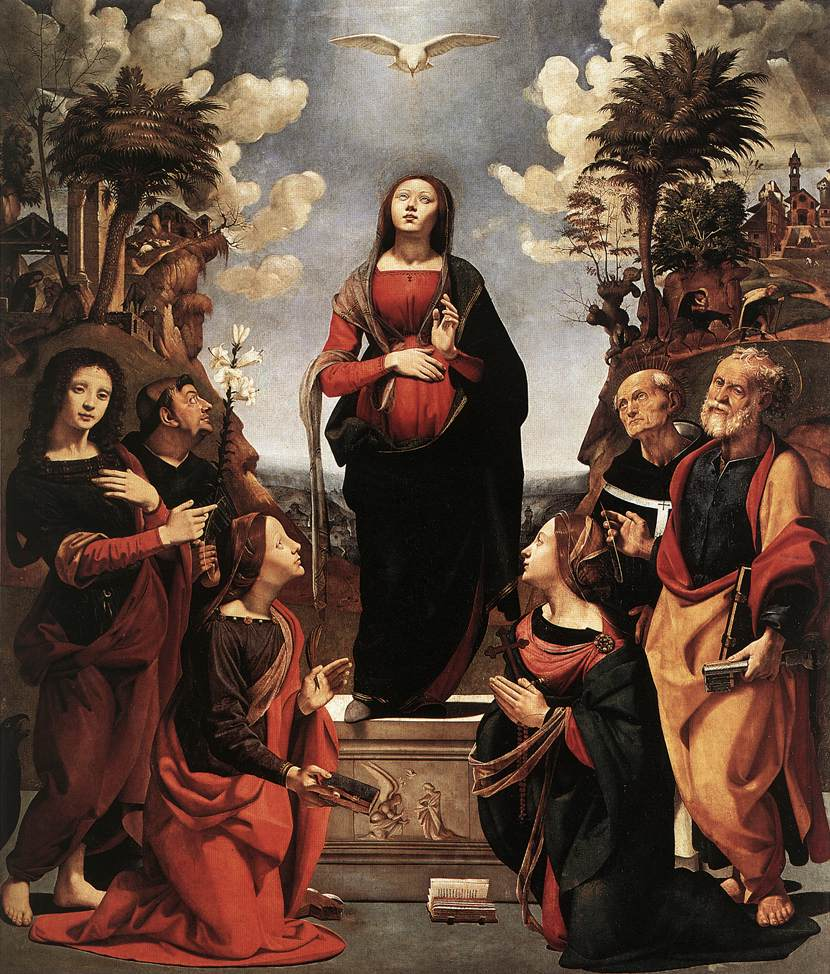
L'Incarnation du Christ par Piero di Cosimo (1505).

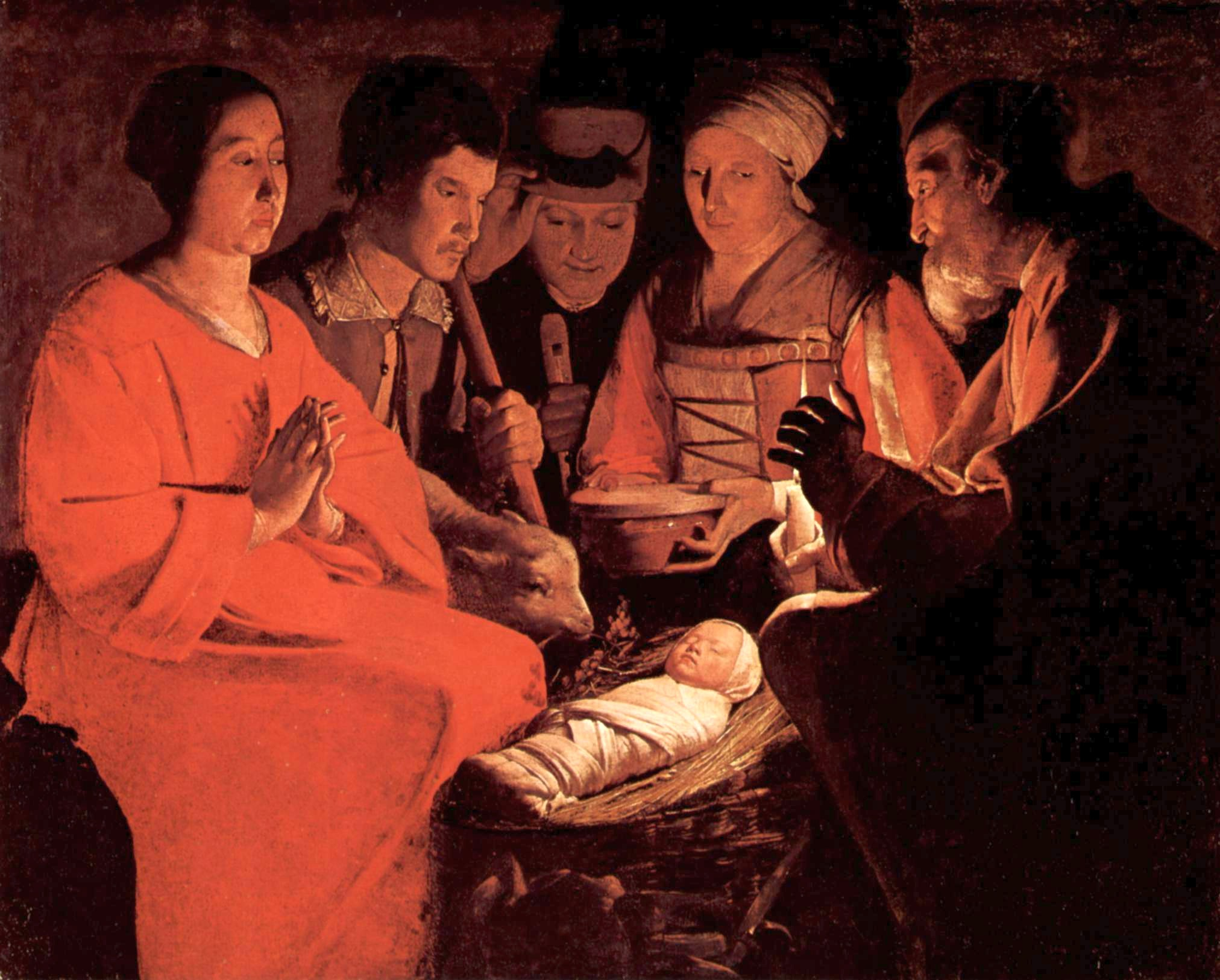
Nativité par Georges de La Tour (1644).

Pour les articles homonymes, voir Incarnation (homonymie).
L'Incarnation est le dogme chrétien selon lequel le Verbe divin s'est fait chair en Jésus-Christ. Cette notion est exprimée dans le Prologue de l'Évangile selon Jean : « Le Verbe s'est fait chair » ( Jn 1:14). Elle se situe au centre de la christologie.
La notion d'incarnation fut débattue au cours du christianisme primitif. La controverse théologique la plus vive fut celle du docétisme.

## La doctrine chrétienne
En théologie chrétienne, l'Incarnation est le fait, pour Dieu, de s'être incarné en un homme, Jésus de Nazareth, en un temps (origine de l'ère chrétienne) et un lieu (La Judée, plus précisément Bethléem) donnés.
La tradition chrétienne issue du concile de Chalcédoine le voit comme étant l’union parfaite et sans confusion de la nature divine de la Personne du Verbe et de la nature humaine issue de la Vierge Marie. Jésus est défini comme étant un vrai homme doué d’une volonté humaine, et le vrai Verbe de Dieu dont la volonté divine est commune avec celle de Dieu le Père.
L'Église orthodoxe confesse que, par l'Incarnation, le Christ a revêtu en totalité la nature humaine se faisant égal aux hommes en vérité tout en conservant sa nature divine (« Il est totalement Dieu et totalement homme », « ὁλον Θεὸν, ὁλον ἀνθρωπον »), étant l'un de Sainte Trinité, et cela afin que l'homme soit sauvé entièrement et puisse par grâce du Christ, se déifier. C'est ainsi que, dans le Symbole de foi, la foi orthodoxe professe : « Un seul Seigneur, Jésus-Christ, Fils unique de Dieu, né du Père avant tous les siècles. Lumière de lumières, Vrai Dieu de Vrai Dieu, engendré non créé, consubstantiel au Père, par qui tout a été fait. Qui pour nous, hommes, et pour notre salut, est descendu des cieux, s'est incarné du Saint-Esprit et de la Vierge Marie, et s'est fait homme ».
Ce dogme est identique dans l'Église catholique qui voit dans le dogme de l'Incarnation le fait que le Fils de Dieu a assumé une nature humaine pour accomplir en elle le salut des hommes.
Martin Luther écrit également : « Nous enseignons aussi que Dieu le Fils est devenu homme, né de la pure Vierge Marie, et que les deux natures, la divine et l'humaine, unies inséparablement dans une personne unique, constituent un seul Christ, qui est vrai Dieu et vrai homme ».
Plus largement, pour les théologiens libéraux comme André Gounelle, il y a incarnation quand l'Esprit de Dieu habite la chair, habite ce monde, notre monde.[pas clair]
Les controverses christologiques qui agitaient les christianismes au Ve siècle portaient sur la nature de cette Incarnation du Verbe, « qui a pris chair de la Vierge Marie » : la personne de Jésus-Christ était-elle unique ? en deux natures (divine et humaine) ? ou bien y avait-il en lui deux « personnes » distinctes, l'homme Jésus, d'une part, le Verbe divin d'autre part ? ou encore cette divinité s'est elle manifestée une fois adulte, au moment de son baptême par Jean le Baptiste ?
Certains courants chrétiens des premiers siècles[Lesquels ?] considéraient que l'incarnation du Verbe n'avait eu lieu qu'au moment du baptême par Jean-Baptiste dans le Jourdain, c'est-à-dire que le corps de Jésus aurait été adopté par Dieu à ce moment. Les conciles de l’Église impériale ont d'abord condamné et combattu cette conception, appelée adoptianisme lors de divers synodes, mais ce n'est qu'au XIIe qu'elle fut définitivement considérée comme hérétique.
Le concept de l'Incarnation est considéré comme un mystère. Dans le Credo, les paroles « Et Incarnatus est » rappellent ce mystère : les catholiques s'inclinent en chantant ce verset, suivent aussitôt les paroles « Ex Maria Virgine », de la Vierge Marie.

## Citations
- « Le Verbe, quand il s'incarna, passa de l'ubiquité à l'espace, de l'éternité à l'histoire, de la félicité illimitée au changement et à la mort. » (Jorge Luis Borges, Fictions)

- « Dieu s'est fait homme parce qu'il est plus difficile d'être un homme que d'être Dieu. » (Voltaire)

- « Dieu s'est fait homme pour que l'homme devienne Dieu. » (Irénée de Lyon)

## Représentation dans les arts
L'Incarnation est fréquemment représentée dans le cadre plus général de l'Annonciation : la colombe du Saint-Esprit, envoyée par Dieu, descend sur Marie tandis que l'Ange lui annonce sa maternité divine.
Le thème iconographique est rarement pris comme sujet principal. L'œuvre la plus significative est celle de Piero di Cosimo (L'Incarnation du Christ - 1505 - Galerie des Offices) qui, dans une représentation principale de Marie surmontée de la colombe du Saint-Esprit et accompagnée de figures saintes, se voit entourée, dans la continuité paysagère, de scènes de l'Annonciation, de la Nativité, de la Fuite en Égypte.